# Minoria absoluta (programa de ràdio)
|  | Aquest article tracta sobre el programa de ràdio. Si cerqueu la productora audiovisual, vegeu «Minoria Absoluta (productora)». |

Minoria absoluta va ser un programa radiofònic d'humor que s'emetia a l'emissora RAC 1 on es feien paròdies polítiques, entrevistes i tractaven d'altres temes d'interès sociopolític. El programa es va emetre nou temporades des de l'any 2000 fins al 2009, produït per Anna Pujol que ja treballava a la productora Can Cuca amb Toni Soler, Queco Novell, Manel Lucas, Joan Rufes Jordi Ventura. i el tècnic de só i muntador musical,Víctor Ollé.
El programa el dirigien el presentador Toni Soler, i els seus companys Manel Lucas i Queco Novell. Van formar part de l'equip  Sergi Mas, Jordi Ventura, Carles Capdevila, Raül Llimós, Paco Escribano, Toni Albà, Sílvia Abril, Pau Miró, Tatiana Sisquella, Mireia Portas, Bruno Oro, Jaume Mallofré, Cesc Casanovas i Jordi Ríos, entre d'altres.
El 2004 van emetre una versió televisiva a City TV amb el mateix nom en la que també s'emetien paròdies polítiques. El 24 de juliol de 2009 es va produir l'adéu del programa, després de nou anys en antena. El mateix equip del Minoria absoluta va realitzar el programa d'humor de Televisió de Catalunya Polònia.

## Premis i reconeixements
- Premi Ciutat de Barcelona 2006[4]
- Premi Ondas 2006 al millor programa de ràdio.[5]